# Редавале
Редавале (итал. Redavalle) је насеље у Италији у округу Павија, региону Ломбардија.
Према процени из 2011. у насељу је живело 1015 становника. Насеље се налази на надморској висини од 77 м.

## Становништво
Према резултатима пописа становништва 2011. у општини је живело 1.056 становника.
| 1931. | 1936. | 1951. | 1961. | 1971. | 1981. | 1991. | 2001. | 2011. |
| ----- | ----- | ----- | ----- | ----- | ----- | ----- | ----- | ----- |
| 1.364 | 1.290 | 1.339 | 1.310 | 1.181 | 1.086 | 1.019 | 1.008 | 1.056 |

## Партнерски градови
- Vaux-en-Bugey